# Вторая битва за Шейх-Мискин
Вторая битва за Шейх-Мискин — наступательная операция сирийской армии в ходе Гражданской войны в Сирии, завершившаяся взятием города Шейх-Мискин в провинции Даръа и шоссе Даръа-Дамаск.

## Битва

### Начало штурма города
27 декабря 2015 года 15-я бригада 5-й бронетанковой дивизии сирийской армии начала операцию по взятию Шейх-Мискина, атакуя его с северного и восточного направлений. В течение следующих двух дней ВКС России провели более 80 воздушных ударов по позициям боевиков в городе.
29 декабря армия заняла военную базу 82 бригады на окраине города, а также северную часть самого Шейх-Мискина. Правительственные войска временно потеряли базу из-за плохой погоды, но отвоевали снова в течение ночи. На следующий день армия Сирии продолжила попытки взять полный контроль над городом и закрепилась в его восточной части. Под контролем сирийской армии оказалась половина Шейх-Мискина, а затем она вступила на центральную площадь города. В то же время занята мечеть Аль-Умари в северной части города. Боевики запрашивали подкрепления. Продвижение сирийской армии было поддержано 15 авиаударами российских ВКС.
Со 2 по 4 января сирийская армия продолжила продвижение при поддержке российских ВКС, осуществивших 43 авиаудара по позициям оппозиционных войск.

### Неудачная контратака боевиков
5 января боевики начали контратаку в направлении базы 82 бригады. В то же время, 15-й бригада, при поддержке подразделений НСО, по-прежнему предпринимала попытки продвинуться к холмам Таль Хамад, что к западу от города. К тому моменту, правительственные войска контролировали 55-60 % города. К вечеру контратака мятежников забуксовала. На следующий день боевики возобновили своё встречное нападение и штурмом взяли южный периметр штаба 82 бригады. Однако, в конце концов, и второй штурм не удался. ВКС России провели 12 авиаударов по позициям оппозиционных сил.
В третий раз боевики попытались контратаковать утром 8-го января. Наступление было затруднено плохими погодными условиями, ожесточённым сопротивлением сирийских войск и российскими авианалётами.

### Взятие Шейх-Мискина
9 и 10 января российская и сирийская авиации произвели 33 авианалёта по позициям боевиков.
11 января правительственные войска заняли порядка 17 зданий в южной части города, а два дня спустя — ещё около 35 зданий. Южная часть города была уже под их контролем, и город был занят на 80 %.
23 и 24 января сирийские военные взяли школу Аль-Захерия и её окрестности, а также город Аль-Бурдж на окраине Шейх-Мискина. Воздушные силы России и Сирии провели более 40 воздушных ударов по позициям боевиков в городе. Тем не менее оппозиционные силы вновь смогли овладеть школой. Правительственные войска продолжили укрепляться на позициях в городе — в том числе в мечети Аль-Бассам, квартале Аль-Дири и на дороге Сальдалият.
В течение ночи на 25 января отряд правительственных войск взял ключевую высоту с видом на город. Бой был тяжёлый, но сильный дождь помог армии Сирии подняться вверх по высоте, не будучи обнаруженными. Затем высота была атакована с трёх сторон террористами. В ходе атаки был ранен командир Мохаммед Фарес, но отряду удалось удержать высоту до подхода подкрепления.
На следующее утро сирийские военные начали наступление с северной стороны города и быстро продвинулись вперёд, соединяясь с силами, подходящими с восточной стороны. Бой начался в 08:30 утра, и вскоре после этого 15-я бригада штурмом взяла мечеть Аль-Умари. Правительственные силы также добились успехов на северо-западном направлении. В это время они были поддержаны 25 авиаударами российской авиации. Самый тяжёлый бой проходил в районе Аль-Дири. Тем не менее, после его взятия, боевики контролировали только несколько зданий. Последние начали отступление, в основном в сторону городов Ибта и Нава. К 22:30 силы, подконтрольные Асаду, полностью взяли город под свой контроль.

## Последствия
27 января Сирийская Арабская Армия взяла две стратегические вершины: Таль Хамада и Таль Кум
.